# Aristide Gromer
Pour les articles homonymes, voir Gromer.
Aristide Gromer est un joueur d'échecs français né le 11 avril 1908 à Dunkerque et mort le 6 juillet 1966 à Plouguernével,. Il fut un « enfant précoce » qui donnait des parties simultanées à treize ans et remporta trois fois le championnat de France.

## Biographie et carrière
Gromer fut élève au lycée Chaptal à Paris.
Il gagna trois fois le championnat de France d'échecs (1933, 1937, et 1938).
Il finit ex æquo pour les 5e et 6e places à Paris en 1923 (Victor Kahn vainqueur), 3e à Biarritz en 1926 (André Chéron et Frédéric Lazard vainqueurs), deuxième derrière Chéron à Saint-Claude (Jura) en 1929. En 1930, il partagea la deuxième place avec Xavier Tartakover derrière Eugène Znosko-Borovsky à Paris en 1930, finit deuxième derrière Amédée Gibaud à Rouen. Il prend la neuvième place à Paris en 1933 (Alexandre Alekhine vainqueur), la sixième place à Sitges en 1934 (Andor Lilienthal vainqueur), finit deuxième derrière Baldur Hönlinger (en) à Paris  (L’Échiquier) en 1938. En tant que champion de France, il gagne un match contre le champion de Belgique, Alberic O'Kelly de Galway, (2.5 : 1.5) en décembre 1938.
Gromer a représenté la France aux olympiades d'échecs :
- en 1930, au troisième échiquier à la troisième Olympiade à Hambourg (+4 –6 =1);
- en 1931, au deuxième échiquier à la quatrième Olympiade à Prague (+3 –9 =4);
- en 1939, au deuxième échiquier à la huitième Olympiade à Buenos Aires (+6 –4 =7)[7].

Quand éclata la Seconde Guerre mondiale en septembre 1939, Gromer et de nombreux autres participants de la huitième Olympiade (M. Najdorf, G. Stahlberg, P. Frydman, E. Eliskases, P. Michel, L. Engels, Becker, H. Reinhardt, J. Pelikan, K. Skalička, M. Luckis, M. Feigins, I. Raud, Rauch, Winz, M. Czerniak, F. Sulik, Seitz, de Ronde, Kleinstein, Sonja Graf, Paulette Schwartzmann, etc.) décidèrent de rester en Argentine. 
Il gagne à Buenos Aires (Bodas de Plata) en 1940, devant Franciszek Sulik (en), Carlos Guimard, etc.. Il finit 7e à Águas de São Pedro-São Paulo en 1941 (Erich Eliskases et Guimard vainqueurs).
Il retourna en France et participa au championnat de France à Rouen en 1947 où il partagea la deuxième place avec Amédée Gibaud et Nicolas Rossolimo. Il mourut en 1966 dans un établissement psychiatrique de Plouguernével.